# クロード・ジョセフ・ヴェルネ
クロード・ジョゼフ・ヴェルネ（フランス語: Claude Joseph Vernet,1714年8月14日 - 1789年12月3日）は、フランス王国の画家。息子カルル・ヴェルネと、孫のオラース・ヴェルネもまた画家である。

## 生涯
1714年8月14日、アヴィニョンの画家の家系に生まれた。装飾画家であった父アントワーヌから絵画の手ほどきを受けたあと、父の勧めにより地元の有力画家フィリップ・ソーヴァンのアトリエで学んだ。ひと通り絵画について学ぶと、エクス＝アン＝プロヴァンスの装飾画家ジャック・ヴィアリのもとで仕事をするようになった。1731年にコーモン侯爵家の仲介により、この地の貴族の邸宅の扉口上部を飾る一連の風景画を描いた。これが、独立して制作された最初期のものである。

### ローマ留学
1734年、コーモン侯爵らの支援を受けて留学のためローマに発った。教皇庁との繋がりが深いアヴィニョン出身であったためか、すぐにローマのフランス人社会に馴染むことができたという。また正規の留学生ではなかったがフランス・アカデミーへの出入りも許され、順調に絵画の勉強を進めた。
ヴェルネはアドリアン・マングラールに師事し、17世紀フランス風景画の研究を深めた。20年ほどの滞在期間でクロード・ロランやサルヴァトル・ローザなどの作品に親しむ一方、イタリアのジョバンニ・パオロ・パンニーニやアンドレア・ロカテッリなどからも影響を受けた。ローマ時代のヴェルネの作品としては、『ローマのサンタンジェロ城と橋』と『ローマのポンテ・ロット』が知られている。
1740年代になると海洋画家・風景画家としてその名を知られるようになり、画家仲間やフランスの高位高官、イタリア人、そしてとりわけイギリス人から次々と注文を受けるようになった。1743年に絵画『アンツィオの海岸』によってアカデミア・ディ・サン・ルカに迎えられ、1746年にはフランスの王立絵画彫刻アカデミーの準会員として認められた。同年に描かれた『カプラローラのヴィッラの眺め』は、18世紀のトポグラフィーの傑作のひとつに数えられる。

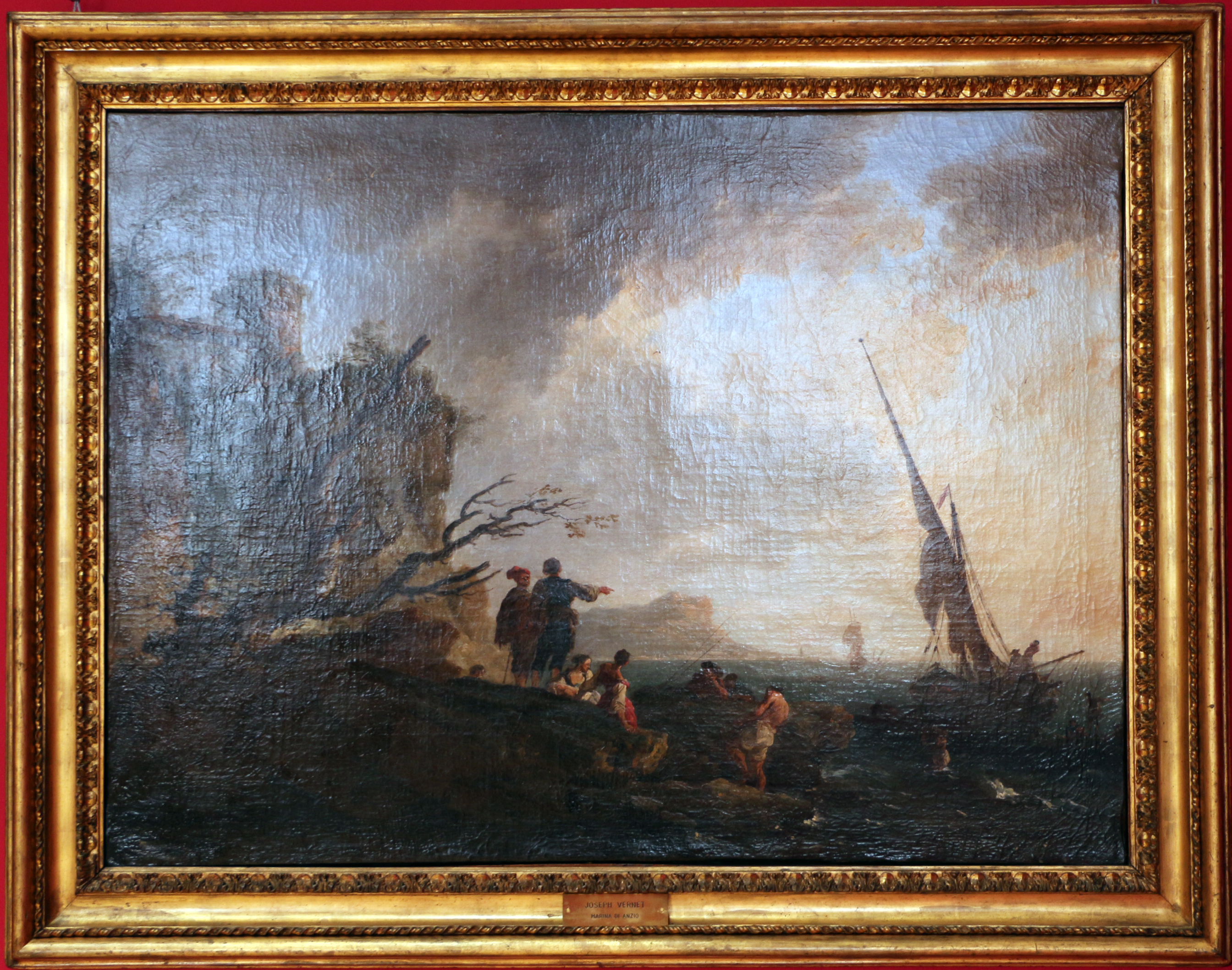
『アンツィオの海岸』1743年作
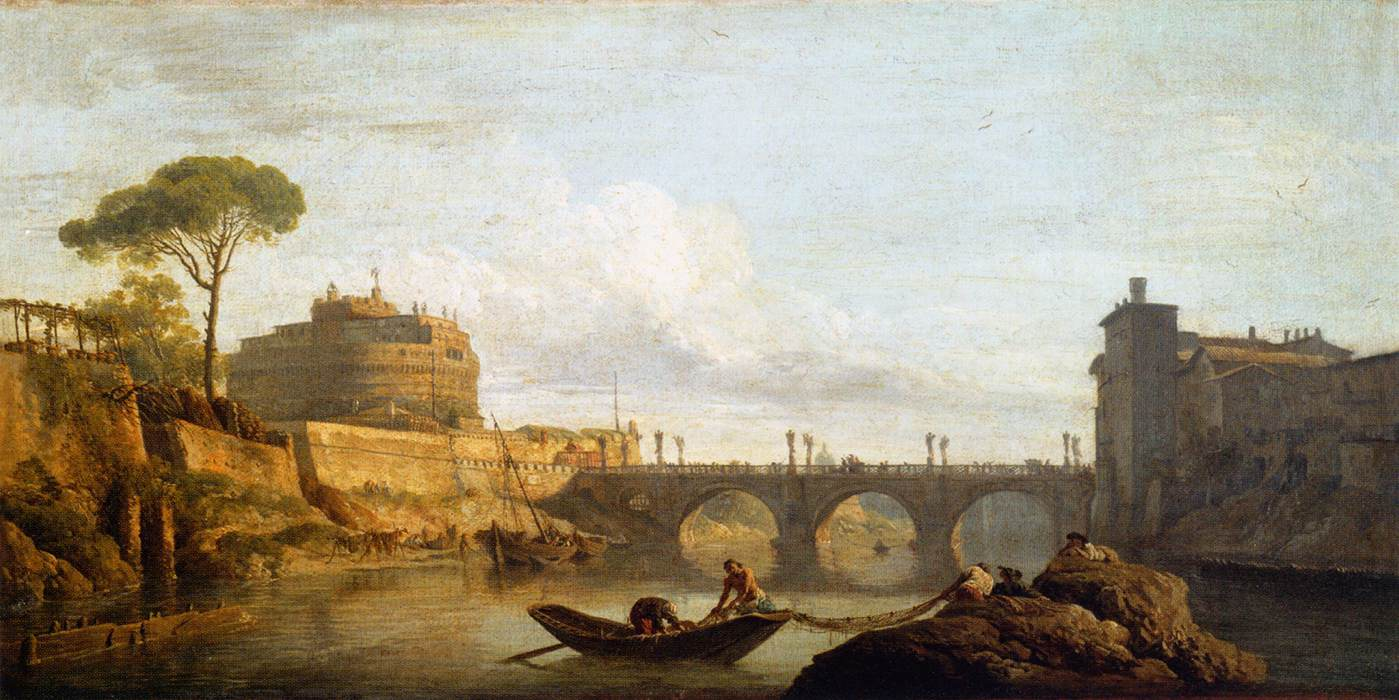
『ローマのサンタンジェロ城と橋』1745年作、ルーヴル美術館所蔵
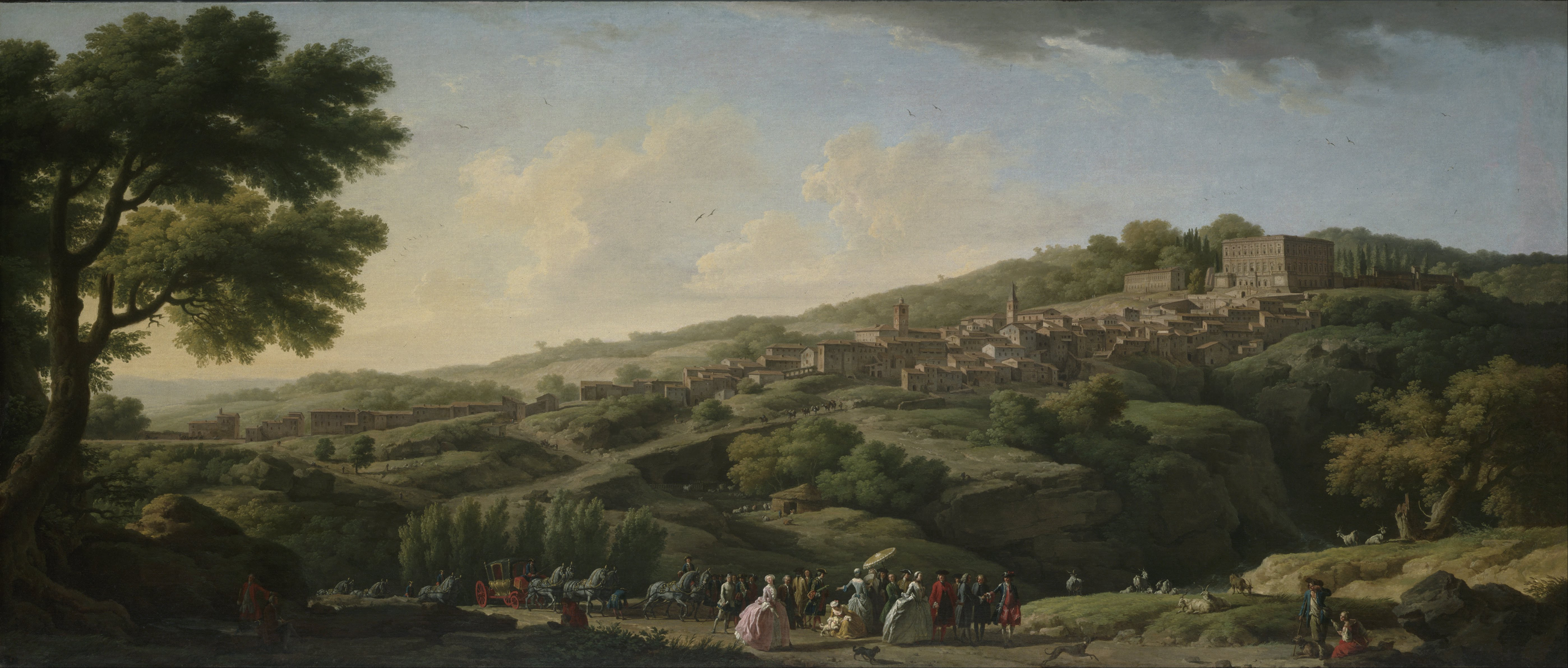
『カプラローラのヴィッラの眺め』1746年作、フィラデルフィア美術館所蔵

### 連作『フランスの港』
1753年3月、およそ20年のローマ滞在を終えてフランスに帰国し、同年8月23日に入会資格作品『日没の風景』によって、風景と海景色の画家として正会員に認定された。同年9月に国王ルイ15世から注文を受け、連作『フランスの港』に取りかかった。この連作はルイ15世の治世下において最大規模の注文であり、フランスの産業や軍事を示す教育的な内容を持つものであった。
ヴェルネは旅行による身体上の負担に悩まされ、また多くの港を独創性を失わずに制作し続けることに苦しんだ。『フランスの港』シリーズの制作について、画家の自由な創作を制約するものであると危惧する声もあった。ヴェルネ自身もこのようなことを告白しており、結局は計画半ばで『フランスの港』を中断してしまった。当初の予定ではフランスの主要な20の港を描くことになっていたが、ヴェルネは10年の歳月をかけて10の港を15点のタブローに仕上げて終了とした。

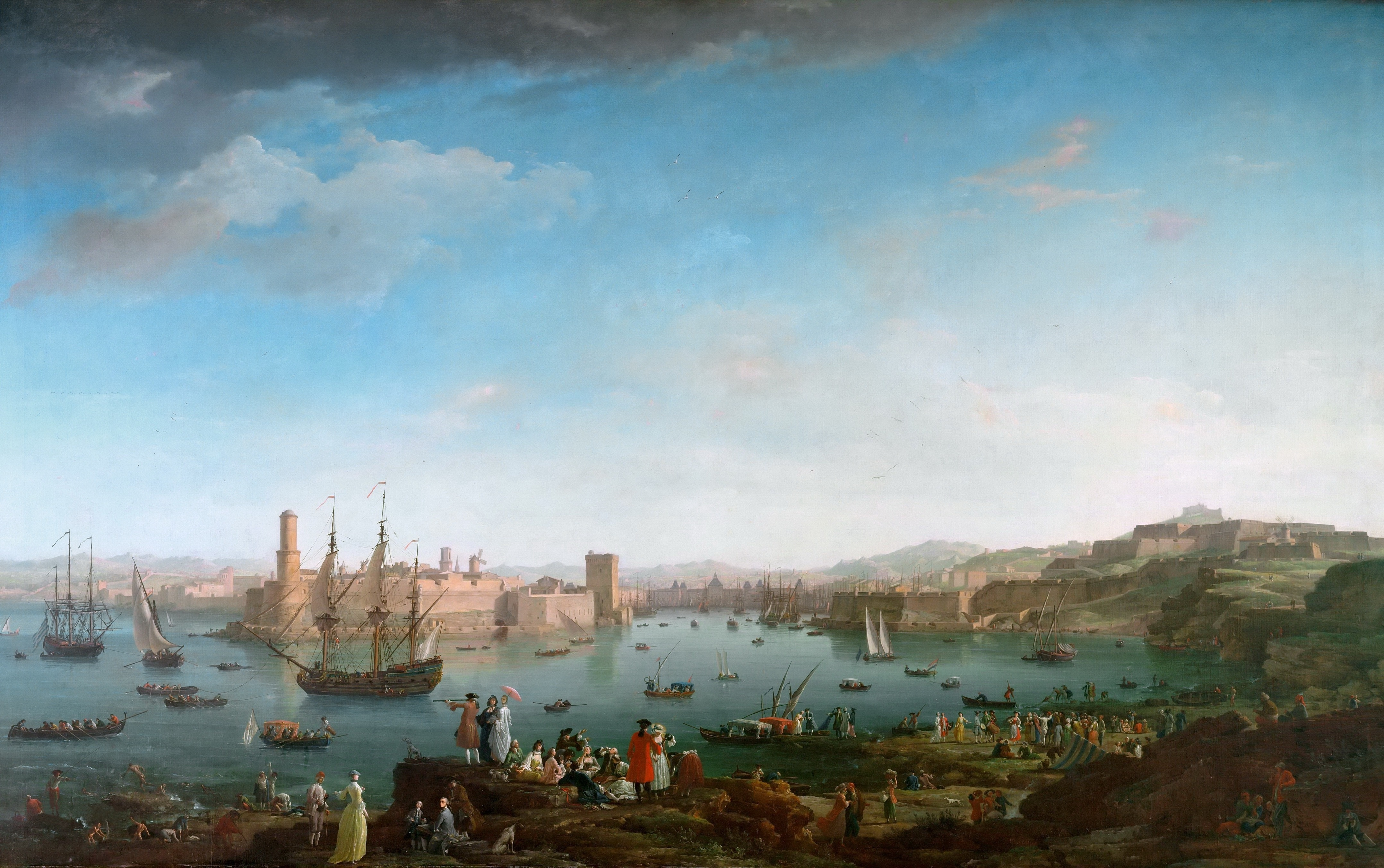
『マルセイユ港の入口』1754年
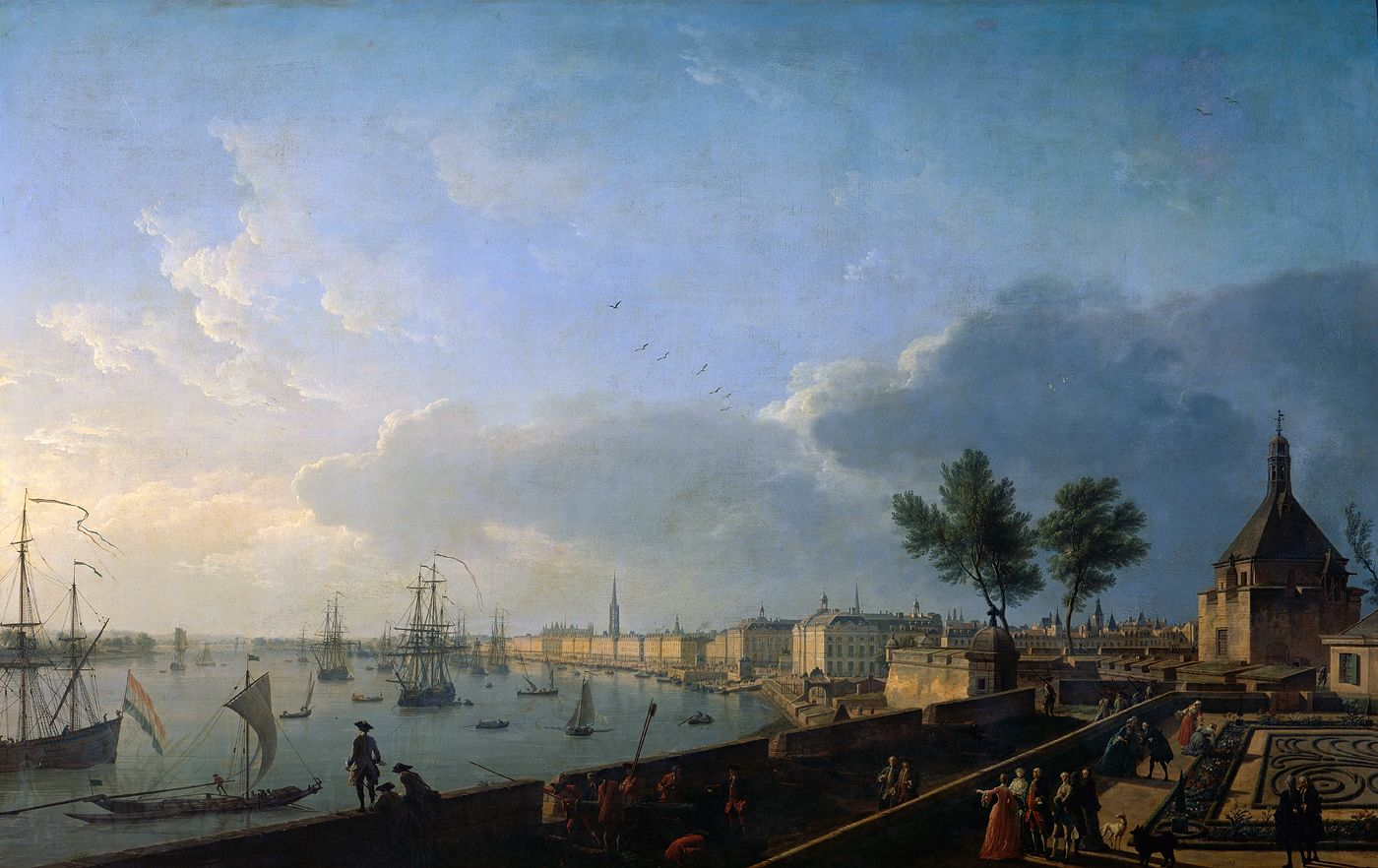
『トロンペット城からのボルドーの眺め』1759年
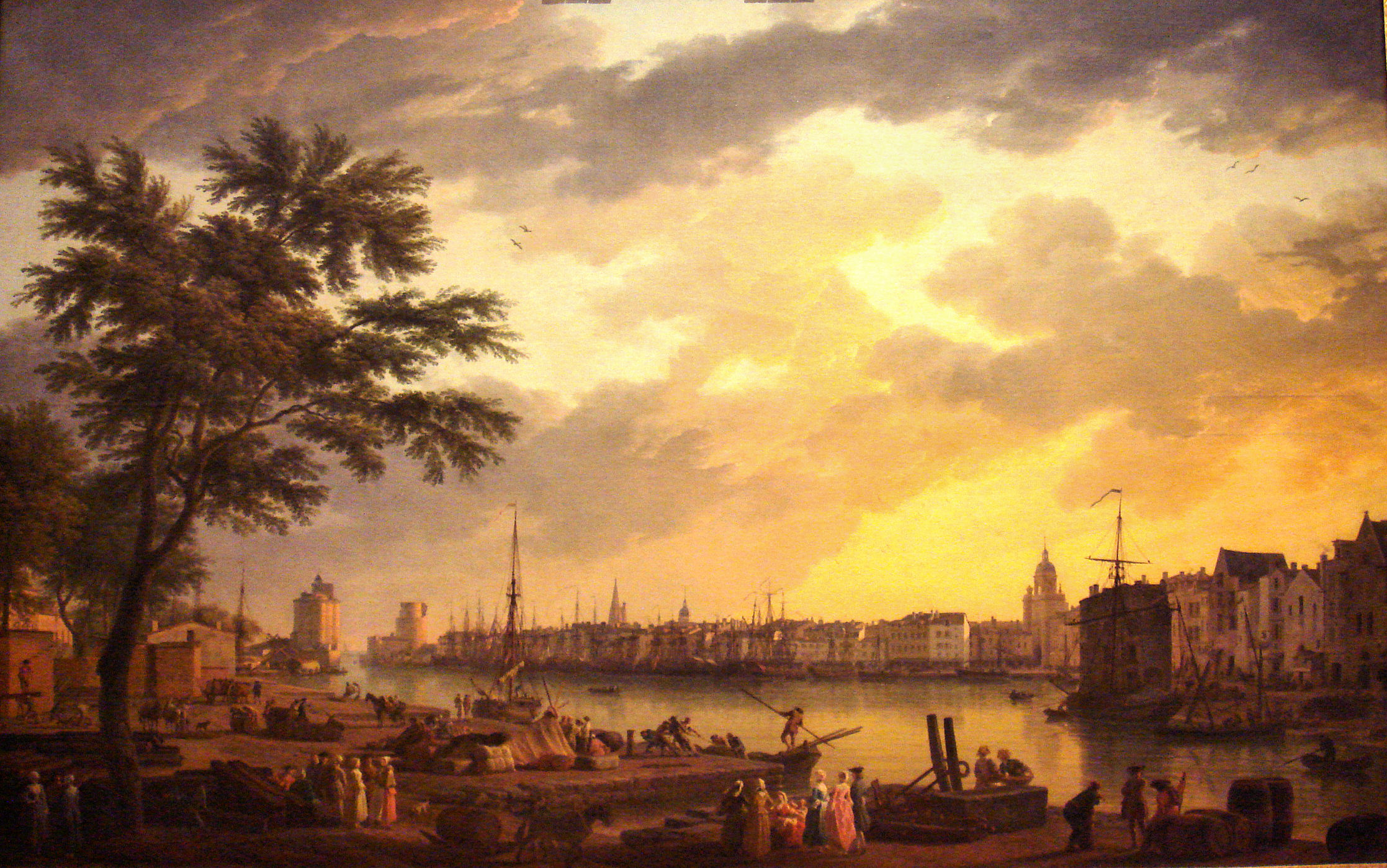
『ラ・ロシェル港の眺め』1762年

## 評価

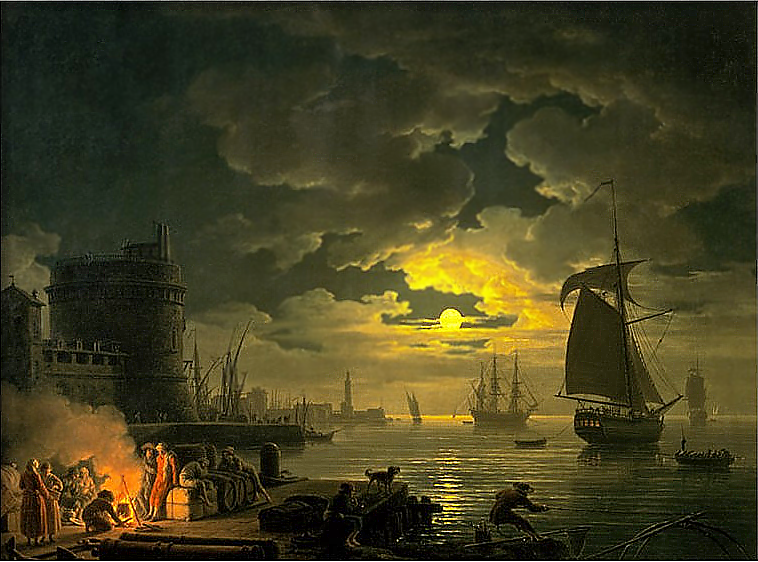
『パレルモ港の入り口、月夜』1769年、エルミタージュ美術館所蔵

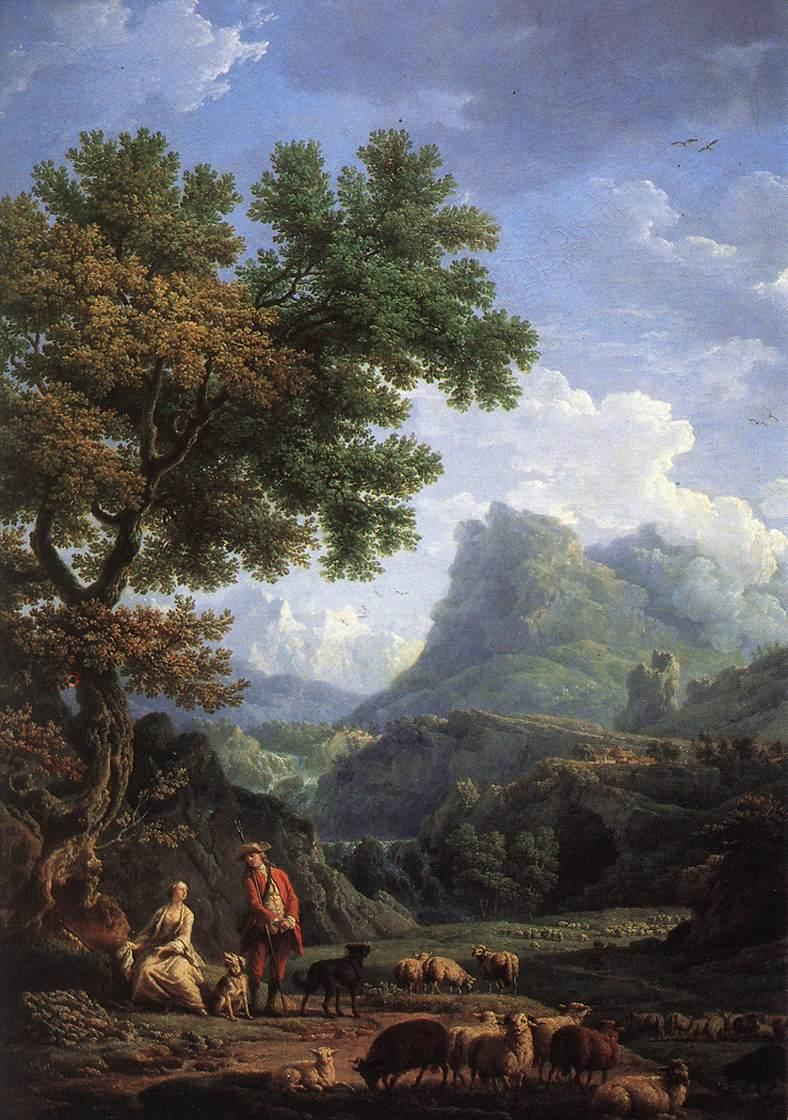
『アルプスの羊飼いの娘』1763年、トゥール美術館所蔵

「まったく驚嘆すべき画家」として、ジャン・シメオン・シャルダンとともにドゥニ・ディドロから「絵画の魔術」と称えられた。18世紀の批評においてヴェルネはしばしばクロード・ロランと比較された。ディドロはロランをただの風景画家と評したが、ヴェルネについては歴史画家であると評している。これは、連作『フランスの港』の各絵にみられるように、地方独特の風俗をヴェルネが多様に表現したことによるものである。
1763年、ジョフラン夫人の求めに応じて、ジャン＝フランソワ・マルモンテルの牧歌的な物語を主題とした『アルプスの羊飼いの娘』を描いたが、この作品はサロン展において「自らの進むべき道を逸脱した」とディドロから批判を受けた。ヴェルネはあくまで歴史画家であり、パストラルなどには手を出すべきではないと考えられたのである。